# Phomopsis emicis
Phomopsis emicis är en svampart som beskrevs av R.G. Shivas 1992. Phomopsis emicis ingår i släktet Phomopsis och familjen Diaporthaceae.   Inga underarter finns listade i Catalogue of Life.